# Mojón de la media legua
El Mojón de la media legua está situado en la carretera AS-381 (Oviedo - Gijón). 
Se trata de una columna que está  situada en las inmediaciones de la Fuente de los Cuatro Caños, en el barrio ovetense de La Corredoria. 
Realizada en 1789 dentro de las obras de la carretera de Oviedo-Gijón diseñada por el ingeniero José Palacio San Martín en 1779 y finalizada por el arquitecto Manuel Reguera estaba situada a media legua de la ciudad (2 km aprox.). Servía para indicar la distancia que faltaba para la capital y de homenaje a los constructores de la carretera.
El mojón es una columna cilíndrica, gruesa de algo más de tres metros de altura, base rectangular y pináculo finalizado en bola. La columna lleva varias inscripciones. 
La columna está inscrita y así en la parte superior se lee:

A OVIEDO 1/2 LEGUA

y en la inferior:

CAROLO IV. P. F. A.

GASPAR JOVELLANOS

MILITIAE RELIGIOSAE SENAT.

ANT.MELGAREJO CONSIL.

OVETENSIS. SENAT.

RUDERICUS. CIENFUEGOS.

COMES PENNALVENSIS.

JOSEPHUS CUETO. OVET. DECUR.

NICOLAUS RIVERA GEGION.

DECUR.

HUJUS. PUBLICAE VIAE.

PRIMI CURATORES.

NECNON.

LEO. PUGA ET FEIJOO.

CONSIL. OVET. SENATOR

ANT. CARE...

SIGNIFER. MAJOR.

ET FRANC. JOVELLANOS

GEGION. R. P. SIGNIFER MAJOR.

REGIAEQUE CLASSIS PRAEFECT.

POSTEA SUFFECTI.

OCTIMO PRINCIPI: P.

A. R. S. M.D.CC.LXXXIX.

- Datos: Q6020809